# Instituto Bliss
El Instituto Bliss (en inglés: Bliss Institute) es un teatro, un museo, y consejo nacional de Artes en el centro cultural de la ciudad de Belice en el país centroamericano de Belice. Lleva el nombre del Barón Bliss. El museo contiene una serie de notables descubrimientos arqueológicos en el sitio maya de Caracol. Los escenarios teatrales ofrecen numerosos conciertos y una serie de exposiciones artísticas y eventos políticos que se llevan a cabo en el complejo.